# Мышкова
Мышкова (Мишковка, Мышковка) — река в России, протекает по Светлоярскому, Октябрьскому и Калачёвскому районам Волгоградской области. Левый приток Дона, впадает в Цимлянское водохранилище.

## География
Река начинается в балке Мышкова западнее хутора Привольный. Течёт на юго-запад, за населёнными пунктами Капкинка и Васильевка поворачивает на северо-запад. Ниже по реке населённые пункты Ивановка, Громославка, Нижнекумский, Черноморовский, Дальний и Шебалино. Впадает в Цимлянское водохранилище в 455 км выше устья Дона. Длина реки составляет 100 км, площадь водосборного бассейна — 1400 км².

## Данные водного реестра
По данным государственного водного реестра России относится к Донскому бассейновому округу, водохозяйственный участок реки — Дон от города Калач-на-Дону до Цимлянского гидроузла, без реки Чир, речной подбассейн реки — Дон между впадением Хопра и Северского Донца. Речной бассейн реки — Дон (российская часть бассейна).
Код объекта в государственном водном реестре — 05010300912107000010127.